# ジベルばら色粃糠疹
ジベルばら色粃糠疹（ジベルばらいろひこうしん、Pityriasis rosea Gibert）は、皮膚の炎症性角化症の一つ。粃糠疹（ひこうしん）とは、細かい落屑が発疹に付着したものをいい、この疾患の特徴である。

## 症状
数mmから数cm程の淡い紅色（ばら色）の斑点に乾燥した皮膚(落屑)が付着しているのが特徴的な発疹で、これが散在して出現する。腹部・背中に多く、手足の先端や顔には発疹が出ない。また、発疹は皮膚のしわ方向に沿って出現するため、クリスマスツリー様となることがある。痒みなどの自覚症状はある程度出るが、それほど強くない場合が多い。治癒には約1～2か月を要する。

## 初発疹
症状が出る前の数日から数週間ほど前に、同じ発疹が1つだけ体のどこかに出現することがある。痒みがあまりないため発見されることが少ない。この初発疹をヘラルドパッチ (Herald patch) と呼ぶ。

## 頻度・疫学
比較的多くみられる疾患である。比較的年齢の若い10代から30代に多い。感染力は弱く、家族内感染も普通は見られない。

## 鑑別診断
健康食品などの薬疹でも同じような症状を生じることがある。また、乾癬・類乾癬・梅毒（2期疹・ばら疹）との鑑別も必要である。

## 治療
特に治療しなくても自然治癒する。痒みが強い場合は、抗アレルギー薬を使用することがある。自然治癒する疾患であるため、ステロイド外用剤は用いないことが多いが、痒みが強いときには使用する。紫外線照射(UVB療法)や日光浴を勧める医者もいる。

## 注意点
入浴は通常問題ないが、こすりすぎると皮膚に傷ができやすい。ウイルス感染症の可能性が言われているが、周りの人への感染については、ほとんど心配する必要がない。学校への登校も問題ない。
妊婦の感染によって胎児には影響しない。
食事面では、お酒・チョコレート・唐辛子などの香辛料を摂ると広がりやすい。

## トピックス
1860年にカミーユ＝メルシオール・ジベールが世界で最初に発見したためこの名前がついた。
最近、HHV-7というヘルペスウイルスとの関連が研究されており、ウイルスによる感染症ではないか、と言われている。なかなかステロイド外用剤に反応しないことや、普通の湿疹と誤診されやすいという理由で、多数の医療機関を駆け回る（ドクターショッピング）患者が度々みられる。